# Suite nr. 10
Suite nr. 10 "KA" is een compositie van de Italiaan Giacinto Scelsi. Het werk is geschreven voor piano solo. De compositie bestaat uit een zevental losse naamloze delen. KA staat voor levenskracht; na de dood gaat KA over naar het hiernamaals.
Na zijn inzinking gaat Scelsi terug naar de essentie van de toon. Een van de eerste werken, waarbij hij de structuur versimpelde na La Nascita del Verbo, zijn de suites nummer 8, 9 en 10. Zijn muziek krijgt een veel meer introvertere uitstraling.
De suite begint met een op het gehoor eenvoudige melodielijn te bespelen met de rechterhand in het middenregister van de piano. De muziek heeft iets weg van de rustige muziek van Morton Feldman, maar is nerveuzer. Gaandeweg treden er "foutjes" op in de muzieklijn. Na verloop van tijd nemen deze foutjes de overhand. Het inschrijven van die fouten is zo vernuftig gedaan, dat bij het beluisteren van de opnamen uit 2005 men kan denken : Hebben ze dat in de opname laten zitten? Pas als de fouten in de hoedanigheid van bijvoorbeeld voorslag vaker voorkomen, is duidelijk dat ze in de muziek zelf zitten.
Deel twee tot en met zes zijn miniaturen, waarbij één toon als centraal thema geldt. Een herhaling van één toon steeds achter elkaar levert in de muziek een dreiging op en dat is hier niet anders. Het levert het resultaat op van opdringerigheid van die ene toon. Er zitten korte fragmenten tussen die ene toon, maar steeds komt de hoofdtoon weer terug. Treffend is het deel zes. Het deel levert een beeld op van een pianist, die keer op keer struikelt over hetzelfde fragment. De bastoon (de centrale noot hier) wordt door frustratie steeds harder aangeslagen en klinkt steeds penetranter, terwijl wat erna volgt (de versiering) steeds minder uit de verf komt, terwijl binnen de klassieke muziek dat meestal andersom is.
Deel zeven besluit met het herhalend aanslaan van een noot; de aanslagen worden ook hier luider, zodat de toon zich lijkt te overschreeuwen. Na de climax worden de aanslagen zachter en houdt de muziek abrupt op.

## Discografie
- Mode Records: Aka Takahashi piano
- Hat Hut Records: Marianne Schroeder piano
- Col Legno: Markus Hinterhäuser piano